# Tout va sauter
Albums de Elli & Jacno
Boomerang
(1982)
Tout va sauter est le premier album du duo Elli et Jacno, sorti en 1980. Il ressortira 30 ans plus tard en CD augmenté de deux titres en version anglaise

## Réception
Selon l'édition française du magazine Rolling Stone, cet album est le 91e meilleur album de rock français. Il est également inclus dans l'ouvrage Philippe Manœuvre présente : Rock français, de Johnny à BB Brunes, 123 albums essentiels.

## Liste des pistes
| No  | Titre                                                                       | Durée |
| --- | --------------------------------------------------------------------------- | ----- |
| 1.  | Main dans la main                                                           | 4:23  |
| 2.  | Nos allures sages                                                           | 4:01  |
| 3.  | On dit des choses                                                           | 4:20  |
| 4.  | Tic Tac Tic                                                                 | 4:27  |
| 5.  | L'Âge atomique                                                              | 4:00  |
| 6.  | Moi et mon copain                                                           | 3:54  |
| 7.  | T'oublier                                                                   | 4:22  |
| 8.  | Bien plus fort                                                              | 3:19  |
| 9.  | Dans tes bras                                                               | 4:34  |
| 10. | L'Âge atomique : Suite et fin                                               | 2:21  |
| 11. | Mad Affair (version anglaise de "Main dans la main" réédition CD mars 2011) | 3:43  |
| 12. | Atomic Age (version anglaise de "L'âge atomique" réédition CD mars 2011)    | 4:03  |